# Afrocanthium siebenlistii
Afrocanthium siebenlistii är en måreväxtart som först beskrevs av Kurt Krause, och fick sitt nu gällande namn av Henrik Lantz. Afrocanthium siebenlistii ingår i släktet Afrocanthium och familjen måreväxter. IUCN kategoriserar arten globalt som sårbar. Inga underarter finns listade i Catalogue of Life.